# Eendragt (schip, 1655)

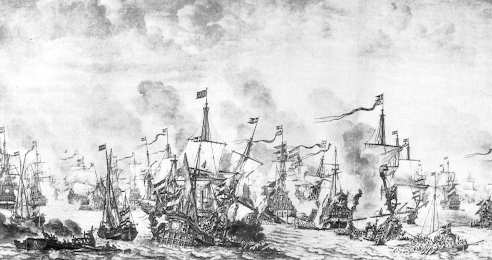
Slag in de Sont, 29 oktober 1658.
Tekening door Willem van der Velde (de Oude)

De Eendragt was het vlaggenschip van de verenigde Admiraliteiten van de Republiek tussen 1655 en 1665.

## Voorgeschiedenis
Luitenant-admiraal Maarten Tromp had al jaren aangedrongen op de bouw van een groter schip om het vlaggenschip Brederode, dat met 56 kanonnen te licht bewapend was, te vervangen. Uit kosten- en praktische overwegingen (de Nederlandse wateren waren betrekkelijk ondiep) werd dit geweigerd totdat de resultaten van de Eerste Engelse Oorlog pijnlijk duidelijk maakten dat aanzienlijk zwaardere schepen nodig waren. De Admiraliteit van Rotterdam besloot daarom in 1652 een groter schip te bouwen.
 In februari 1653 werd door de Staten-Generaal overeengekomen dat de kosten gedeeld zouden worden over al de Zeven Provinciën.

Door conflicten over de kosten, de grootte en het materiaal van de Eendracht was deze niet klaar voor januari 1655, toen de Eerste Engelse Oorlog al afgelopen en Tromp overleden was.

## Naam
Oorspronkelijk zou het schip vernoemd worden naar Prins Willem, het tweejarig zoontje van de overleden stadhouder Willem II, maar de Staatsgezinde Johan de Witt, Raadpensionaris van de Staten van Holland besloot het project de Eendragt te noemen. Eendragt is afgeleid van de zinspreuk van de Republiek Concordia res parvae crescunt, ontleend aan de Bellum Iugurthinum van Sallustius X. dit betekent: Eendracht doet de kleine zaken groeien of vrijer vertaald Eendracht maakt macht. Om patriottische reden werd Eendracht daarom een gewilde benaming voor schepen. Toen Johan de Witt een maand afwezig was maakte de Orangisten van de gelegenheid gebruik om de naam weer in Prins Willem te veranderen. Het was voor de Staten al voldoende, dat de Witt bij terugkomst zijn verbazing daarover uitte om het als de gesmeerde bliksem weer terug te draaien.
De Spelling Eendracht of Eendragt is arbitrair, in de 17e eeuw was er bij gebreke aan het Groene Boekje geen uniformiteit. Hier is, voor de in de zeventiende eeuw, meer gebruikelijk spelling gekozen, ter onderscheiding van andere schepen met die naam.

## Ontwerp & bouw
Het ontwerp was van de Rotterdamse scheepstimmerman Jan Salomonsz van den Tempel, die ook de Brederode en het vroegere vlaggenschip Aemilia had ontworpen.
In 1652 werd in Rotterdam de kiel gelegd.
Toen de financiering door de Provinciën was overgenomen werd het project, op instigatie van Cornelis de Witt, verplaatst naar de scheepswerf van Goossen Schacks van der Arent in Dordrecht (De Witt kwam uit Dordt), Jan Salomonsz behield de supervisie.

De lengte bedroeg 152 Amsterdamse voet gemeten bij de stapelloop, 150 voet bij het ontwerp. Het schip had een breedte van 38 voet en een diepgang van 15 voet (14' 8" onder de overloop, 15' 3" bij het achterschip).

In de loop der jaren is het aantal en de capaciteit van de kanonnen gestaag uitgebreid: van de 58 stuks bij de nieuwbouw in 1653, verdeeld over 24 zestienponders, 12 twaalfponders, 20 achtponders en 10 zes-ponders, tot 73 stuks bij het vergaan in 1665: 3 zesendertigponders, 22 vierentwintig ponders, 14 achttienponders, 12 twaalfponders, en 22 zes-ponders.

## In actie
De Eendragt werd het vlaggenschip van Tromps opvolger luitenant-admiraal Jacob van Wassenaer Obdam en vocht met succes in de Noordse Oorlog (1655-1660). In de zeeslag in de Sont op 28 oktober (8 november, gregoriaanse kalender) 1658 werd de Zweedse vloot verslagen met een centrale rol voor de Eendracht onder vlag-kapitein Egbert Bartholomeusz Kortenaer.

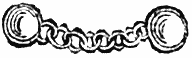
Kettingkogel

In de zeeslag bij Lowestoft op 13 juni 1665, de eerste zeeslag van de Tweede Engelse Oorlog, vocht de Eendragt, inmiddels vol bewapend, een schip tegen schip gevecht uit met het grotere 80 kanonnen Engelse vlaggenschip, de Royal Charles.
Een kettingkogel van de Eendragt onthoofdde op het Engelse schip de hovelingen van de Lord High Admiral, James Stuart, Hertog van York, de latere Jacobus II van Engeland. 
Vroeg in de middag vernietigde een voltreffer in de kruitkamer de Eendragt, waardoor 404 van de 409 opvarenden de dood vonden, onder de gesneuvelden bevond zich ook admiraal van Wassenaer, de klap zou tachtig mijl verder in Den Haag te horen zijn geweest. Het verlies van de Eendragt kwamen de Nederlanders die dag niet meer te boven en de slag was verloren.
Aeolus · Aemilia · Brederode · Prins Willem · Eendragt · Groot Hollandia · Hollandia · Zeven Provinciën · Gouden Leeuw · Beschermer